# Vincent av Zaragoza
Vincent av Zaragoza, född på 200-talet i Huesca, död omkring 304 i Valencia, var en spansk diakon som dödades under Diocletianus kristendomsförföljelser. Han vördas som helgon och martyr i Ortodoxa kyrkan och Katolska kyrkan, med 11 november respektive 22 januari som minnesdag.
Den äldsta källan till Vincents liv är en carmen (lyrisk dikt) av Prudentius, vilken ingår i dennes hagiografiska samling Peristephanon. Hans kult var utbredd på Iberiska halvön under medeltiden, och en katedral uppfördes till hans ära i Córdoba på 600-talet; katedralen jämnades med marken av morerna på 700-talet som flyttade katedralens inventarier till moskén Mezquita. En berömd polyptyk föreställande Vincent har utförts av Nuno Gonçalves. Ön São Vicente vid Kap Verde är uppkallad efter honom.

### Webbkällor
- Pettiti, Gianpiero. ”San Vincenzo di Saragozza, diacono e martire” (på italienska). Santi e Beati. Arkiverad från originalet den 22 januari 2021. https://archive.md/ezjCz. Läst 22 januari 2021.
- ”Saint Vincent of Saragossa” (på engelska). CatholicSaints.Info. Arkiverad från originalet den 22 januari 2021. https://archive.md/XhhiL. Läst 22 januari 2021.